# The Tiger Woman (film fra 1917)
The Tiger Woman er en amerikansk stumfilm fra 1917 af J. Gordon Edwards.

## Medvirkende
- Theda Bara som Petrovitch
- Edward Roseman
- Louis Dean
- Emil De Varney
- John Webb Dillion som Stevan